# Aegithalos
Aegithalos er en slægt af fugle i halemejse-familien, der omfatter omkring ni arter, alle udbredt i Eurasien. 
I Danmark er en enkelt art repræsenteret fra slægten, halemejse (Aegithalos caudatus).

## Arter
I slægten Aegithalos findes omkring ni arter. Antallet er usikkert, fordi nogle arter kan opfattes som underarter af nært beslægtede arter.
- Halemejse, Aegithalos caudatus
- Aegithalos glaucogularis, af nogle opfattet som en kinesisk underart af A. caudatus
- Hvidkindet halemejse, A. leucogenys
- Rødkappet halemejse, A. concinnus
- Hvidstrubet halemejse, A. niveogularis
- Brunøret halemejse, A. iouschistos
- Hvidbuget halemejse, A. bonvaloti
- Aegithalos sharpei, af nogle opfattet som en burmesisk underart af A. bonvaloti
- Kinesisk halemejse, Aegithalos fuliginosus